# Beurlay
Beurlay település Franciaországban, Charente-Maritime megyében. Lakosainak száma 1003 fő (2022. január 1.). Beurlay Pont-l’Abbé-d’Arnoult, Romegoux, Sainte-Radegonde, Saint-Sulpice-d’Arnoult, Trizay és La Vallée községekkel határos.

## Népesség
A település népességének változása:
| Lakosok száma | 604  | 652  | 731  | 937  | 1006 | 1030 | 1034 | 1030 | 1022 | 1003 |
|               | 1968 | 1982 | 1990 | 2006 | 2013 | 2015 | 2017 | 2019 | 2020 | 2022 |